# Аресібо (обсерваторія)

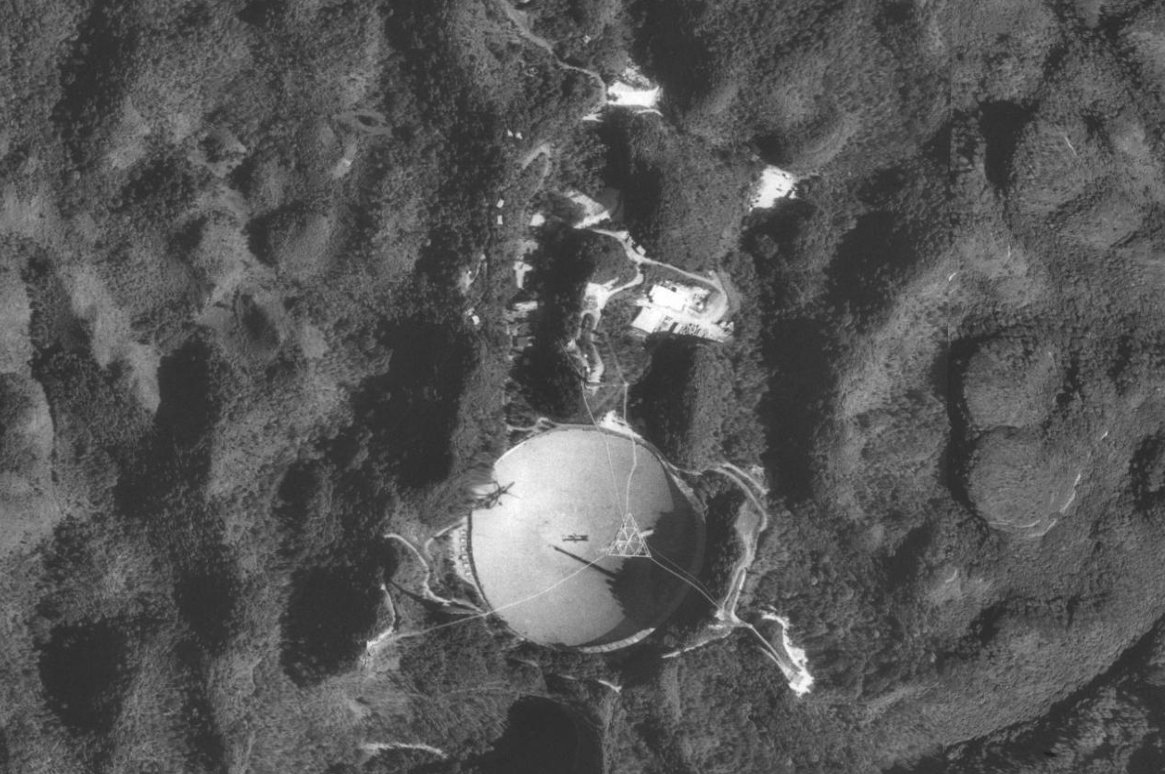
Вигляд згори

Обсерваторія Аресібо (англ. Arecibo Observatory) — астрономічна обсерваторія, яка розташована неподалік від міста Аресібо (16 км) в Пуерто-Рико на висоті 497 м над рівнем моря. До обсерваторії Аресібо належить другий за розміром радіотелескоп. Обсерваторія здійснює спостереження за астрофізичними об′єктами й астероїдами.
У вересні 2017 року телескоп обсерваторії зазнав істотних ушкоджень від урагану «Марія», внаслідок яких та деяких інших причин, 1 грудня 2020 року він повністю зруйнувався.

## Загальний опис
Аресібська обсерваторія керується Університетом Корнелла під угодою про співпрацю з Національним науковим фондом США. Код обсерваторії — «251». Обсерваторія також є Національним центром астрономії та іоносфери (НЦАІ) (англ. National Astronomy and Ionosphere Center, NAIC). Для позначення офіційно використовується обидві назви (хоча НЦАІ радше належить до організації, яка працює як обсерваторія та має свій офіс в Університеті Корнелла).
Радіотелескоп обсерваторії (304,8 м) був другим за розміром у світі серед тих, що використовують одну апертуру й поступається лише телескопу FAST (Five hundred meter Aperture Spherical Telescope). Він використовувався для досліджень у галузі радіоастрономії, фізики атмосфери і радіолокаційних спостережень за об'єктами Сонячної системи. Робота телескопа визначається внесенням пропозицій в обсерваторії, які оцінюються незалежною радою суддів.
Пристрій відомий не лише фахівцям, а й широкому загалу, оскільки був зафільмований у помітних кінострічках та телевізійних передачах. Він отримав додаткове міжнародне визнання в 1999 році, коли почав збирати відомості для проєкту SETI@home.
2008 року центр було включено до Національного реєстру історичних місць США (NRHP).

## Історія
Будівництво центру розпочато в 1960 році. Початково радіотелескоп було призначено для вивчення іоносфери Землі. Автор ідеї будівництва: професор Корнелльського університету Вільям Гордон.
1992 року за допомогою радіотелескопа було виявлено перші екзопланети навколо пульсара (PSR B1257+12).
19–21 вересня 2017 року телескоп суттєво постраждав від урагану «Марія». Було зламано навпіл 29-метрову радарну антену, її уламки пробили головне дзеркало телескопа й пошкодили допоміжне.
У серпні 2020 року із залізобетонної щогли вирвався один допоміжний трос, який підтримував платформу. При падінні він пошкодив частину тарілки і захисний купол вторинного відбивача.
12 листопада 2020 року, за два дні до запланованого початку відновлювальних робіт, лопнув основний трос і виникла загроза каскадного руйнування конструкції. Причиною руйнування могло бути те, що запас міцності телескопа був розрахований на 50 років. Тому 19 листопада було прийнято рішення про «контрольоване виведення з експлуатації».
Вночі 1 грудня 2020 року, важкий науковий прилад вагою ~ 900 кг, який ледве тримався на частково обірваних тросах, упав донизу. В результаті його падіння була пошкоджена тарілка радіотелескопу, в якій утворилася діра розміром 30 м.

## Майбутнє обсерваторії
30 грудня 2020 року губернатор Пуерто-Рико Ванда Васкес виділила $8 млн на відновлення обсерваторії Аресібо. Також уряд острова оголосив «історичною зоною» район на висоті 497 м над рівнем моря, де розташована обсерваторія. Розпорядження про початок реконструкції радіотелескопа вже затвердили на федеральному рівні. Процесом відновлення і модернізації обсерваторії Аресібо займатиметься держава спільно з фахівцями університету центральної Флориди й університету Ана Г. Мендес.
Згідно повідомлення ресурсу IFLScience, на місці зруйнованого телескопа Аресібо планується відкриття освітнього центру Arecibo C3, спрямованого на популяризацію STEM-освіти. Центр матиме різні наукові напрями, зокрема астрономію, радіонауку, біологію, комп’ютерні та природничі науки. Проєкт фінансується Національним науковим фондом (NSF), який виділив на нього $5,5 млн на 5 років. Хоча великий телескоп більше не працює, інші наукові інструменти на цьому майданчику, такі як 39-футовий радіотелескоп, продовжують використовуватись для важливих спостережень. Вчені чекають на рішення NSF щодо їхньої подальшої долі.

## Цікаві факти
- Обсерваторія була відзнята як Центр керування польотами у фільмі «Золоте око» (1995).
- З'являється в «Battlefield 4» на мапі «Чужий сигнал».
- Обсерваторія показана у фільмі «Контакт» (1997).
- Радіотелескоп обсерваторії збудовано в кратері згаслого вулкана.